# مرض أبهري حرقفي ساد

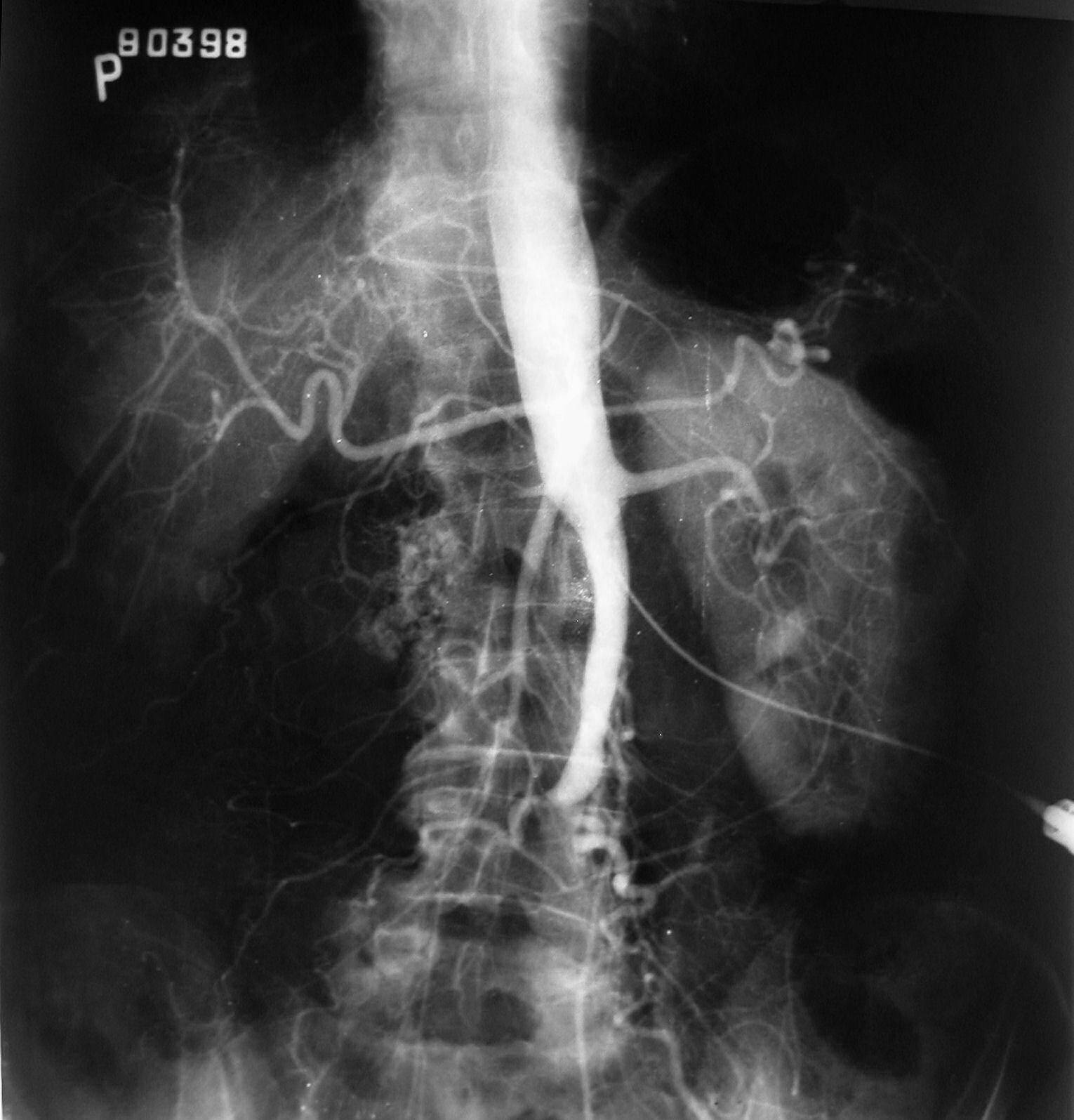
صورة كشف فلوري على أبهرٍ مُتأثرٍ في متلازمة ليريش

المرض الأبهري الحرقفي السّاد هو شكلٌ من أشكال مرض الشريان المركزي الذي ينطوي على انسداد الأبهر البطني أثناء انتقاله إلى الشرايين الحرقفية الأصلية.

## الأعراض والعلامات
يُوصف عادةً في المرضى الذكور على أنه ثالوثٌ من العلامات والأعراض التالية:
- عرج في الأرداف والفخذين (ألمٌ شديدٌ يسبب وقف الحركة)
- غياب أو نقص النبض الفخذي
- الضعف الجنسي لدى الرجال

تُعرف هذه الأعراض باسم متلازمة ليريش (بالإنجليزية: Leriche syndrome)‏. ومع ذلك، فقد يظهر أي عددٍ من الأعراض، اعتمادًا على توزيع وشدة المرض، مثل ضمور العضلات، وشفاء جروح الساقين بشكلٍ بطيء، ونقص تروية الأطراف الحرجة [الإنجليزية].

## التشخيص
عادةً ما يُظهر الفحص البدني ضعفًا في نبضات الشريان الفخذي وانخفاضًا في المنسب الكاحلي-العضدي. يمكن التحقق من التشخيص عن طريق التصوير المضاعف الملون، والذي يكشف إما عن ذروة السرعة الانقباضية أكبر من أو تساوي 2.5 في موقع التضيق و/أو شكل موجة أحادية الطور. غالبًا ما يتم استخدام تصوير الأوعية بالرنين المغناطيسي (MRA) وتصوير الأوعية الطبقي المبرمج (CTA) لتحديد مدى ونوع الانسداد. يُمكن أيضًا استعمال طريقةٍ أُخرى وهي التصوير الوعائي بالطرح الرقمي [الإنجليزية] والذي يسمح بالتحقق من التشخيص وعلاج الأوعية الدموية في جلسةٍ واحدة.
يوفر تصوير الأوعية معلومات مهمة فيما يتعلق بتروية وسلامة الشرايين البعيدة (مثل الشريان الفخذي). يعد وجود الشرايين الجانبية في منطقة الحوض والفخذ مهمًا في الحفاظ على تدفق الدم وحيوية الأطراف السفلية. ومع ذلك، يجب استخدام تصوير الأوعية الدموية فقط إذا كانت الأعراض تستدعي تدخلًا جراحيًا.

## العلاج
يشمل العلاج إعادة التوعية الدموية [الإنجليزية] إما بإصلاح الأوعية أو نوعٌ من المجازات الوعائية (تجاوز المنطقة المصابة الضيقة) عن طريق ربط المنطقة السليمة قبل التضيق بما بعد هذا التضيق.
- بالون رأب الأوعية التقابلية +/- دعامة، وسميت بذلك لأن الدعامات الحرقفية الأصلية تلمس بعضها البعض في الأبهر البعيد.
- مجازة وعائية للشريان الأبهر الحرقفي باستخدام أوعية دموية تؤخذ من أوعية أخرى.
- مجازة وعائية للشريان الإبطي ثنائي الفخذ.[2][3] ومجازة وعائية للشريان الفخذي بالفخذي.

## التاريخ
وُصفت الحالة لأول مرة بواسطة روبرت جراهام في عام 1914، لكن الحالة مع الأعراض الثلاثية نُسبت إلى رينيه لوريش، وهو جراح فرنسي، ربط الفيزيولوجيا المرضية بالتشريح للحالة. يتم الحفاظ على تشريح جون هانتر لتشعبات الأبهر المتصلبة من أواخر القرن الثامن عشر في متحف هنتيريان [الإنجليزية]، لكن ليريش كان أول من نشر حول الحالة بناءً على مريضٍ عالجه مع الحالة في سن الثلاثين. بعد العلاج كان المريض ذو ال30 عامًا قادرًا على المشي بدون ألمٍ وقادرًا على الانتصاب.